# Свіжий Родник
Сві́жий Родни́к (рос. Свежий Родник) — селище у складі Бузулуцького району Оренбурзької області, Росія.

## Населення
Населення — 24 особи (2010; 35 у 2002).
Національний склад (станом на 2002 рік):
- росіяни — 94 %